# Mats Solheim
Mats Solheim (Loen, Noruega, 3 de diciembre de 1987) es un exfutbolista noruego que jugaba de defensor.

## Clubes
| Club        | País    | Año       |
| ----------- | ------- | --------- |
| Sogndal     | Noruega | 2006-2011 |
| Kalmar FF   | Suecia  | 2012-2015 |
| Hammarby IF | Suecia  | 2015-2019 |
| Stabæk IF   | Noruega | 2020-2021 |